# Thể thao dưới nước tại Đại hội Thể thao Đông Nam Á 2005
Thể thao dưới nước tại Đại hội Thể thao Đông Nam Á năm 2005 diễn ra từ ngày 21 tháng 11 đến ngày 4 tháng 12 năm 2005, trong khuôn khổ SEA Games lần thứ 23, tổ chức tại Philippines. Các nội dung được thi đấu tại Trung tâm Thể thao Dưới nước Trace (Trace Aquatics Center), thuộc Trường Cao đẳng Trace, thành phố Los Baños, tỉnh Laguna. Ba môn thể thao nằm trong nhóm thi đấu dưới nước bao gồm: bơi lội (swimming), nhảy cầu (diving) và bóng nước (water polo).
Ở môn bơi lội, các vận động viên tranh tài ở đầy đủ các nội dung cá nhân và tiếp sức, theo chuẩn quốc tế: tự do (50 m, 100 m, 200 m, 400 m, 800 m nữ và 1500 m nam), ngửa (100 m, 200 m), ếch (100 m, 200 m), bướm (100 m, 200 m), hỗn hợp cá nhân (200 m, 400 m), cùng ba nội dung tiếp sức: 4 × 100 m tự do, 4 × 200 m tự do và 4 × 100 m hỗn hợp. Singapore tiếp tục thể hiện vị thế thống trị khi dẫn đầu bảng tổng sắp huy chương môn bơi khi giành được 13 huy chương vàng.
Môn nhảy cầu được tổ chức ở các nội dung cầu mềm (1 m, 3 m) và cầu cứng (10 m), thi đấu cá nhân và đôi cho cả nam và nữ. Môn bơi lội chỉ có nội dung dành cho nam thi đấu theo thể thức vòng tròn một lượt. Đội tuyển bóng nước Singapore tiếp tục thể hiện thế mạnh của mình khi vô địch môn thể thao này.

## Bơi lội
Các nội dung môn bơi lội lội được tổ chức từ ngày 29 tháng 11 đến ngày 4 tháng 12, với 32 nội dung.

### Bảng huy chương
| Hạng               | Đoàn               | Vàng | Bạc | Đồng | Tổng số |
| ------------------ | ------------------ | ---- | --- | ---- | ------- |
| 1                  | Singapore          | 13   | 9   | 11   | 33      |
| 2                  | Thái Lan           | 6    | 9   | 8    | 23      |
| 3                  | Philippines        | 4    | 5   | 6    | 15      |
| 4                  | Indonesia          | 4    | 5   | 3    | 12      |
| 5                  | Malaysia           | 4    | 3   | 1    | 8       |
| 6                  | Việt Nam           | 1    | 0   | 0    | 1       |
| 7                  | Myanmar            | 0    | 1   | 3    | 4       |
| Tổng số (7 đơn vị) | Tổng số (7 đơn vị) | 32   | 32  | 32   | 96      |

### Tóm tắt kết quả
Nam
| Nội dung                 | Vàng                                                                            | Vàng     | Bạc                                                                                                  | Bạc      | Đồng                                                                                          | Đồng     |
| ------------------------ | ------------------------------------------------------------------------------- | -------- | --- | -------- | --------------------------------------------------------------------------------------------- | -------- |
| 50 m tự do               | Arwut Chinnapasaen · Thái Lan                                                   | 22.98    | Richard Sam Bera · Indonesia                                                                         | 23.36    | Leslie Kwok · Singapore                                                                       | 23.58    |
| 100 m tự do              | Richard Sam Bera · Indonesia                                                    | 51.94    | Daniel Bego · Malaysia                                                                               | 52.35    | Bryan Tay · Singapore                                                                         | 52.38    |
| 200 m tự do              | Daniel Bego · Malaysia                                                          | 1:52.67  | Miguel Molina · Philippines                                                                          | 1:52.83  | Bryan Tay · Singapore                                                                         | 1:54.39  |
| 400 m tự do              | Lionel Lee · Singapore                                                          | 4:00.51  | Muhammad Akbar Nasution · Indonesia                                                                  | 4:00.57  | Charnvudth Saengsri · Thái Lan                                                                | 4:02.36  |
| 1500 m tự do             | Miguel Mendoza · Philippines                                                    | 15:47.46 | Charnvudth Saengsri · Thái Lan                                                                       | 15:55.42 | Ryan Arabejo · Philippines                                                                    | 16:09.88 |
|                          |                                                                                 |          | |          |                                                                                               |          |
| 100 m bơi ngửa           | Alex Lim · Malaysia                                                             | 56.97    | Mark Chay · Singapore                                                                                | 58.49    | Suriya Suksuphak · Thái Lan                                                                   | 58.76    |
| 200 m bơi ngửa           | Alex Lim · Malaysia                                                             | 2:03.48  | Gary Tan · Singapore                                                                                 | 2:07.26  | Marcus Cheah · Singapore                                                                      | 2:08.50  |
|                          |                                                                                 |          | |          |                                                                                               |          |
| 100 m bơi ếch            | Nguyễn Hữu Việt · Việt Nam                                                      | 1:03.80  | Vorrawuti Aumpiwan · Thái Lan                                                                        | 1:04.01  | Raphael Matthew Chua · Philippines                                                            | 1:04.35  |
| 200 m bơi ếch            | Miguel Molina · Philippines                                                     | 2:16.88  | Vorrawuti Aumpiwan · Thái Lan                                                                        | 2:17.56  | Herry Yudhianto · Indonesia                                                                   | 2:21.92  |
|                          |                                                                                 |          | |          |                                                                                               |          |
| 100 m bơi bướm           | Daniel Bego · Malaysia                                                          | 55.84    | Donny Utomo · Indonesia                                                                              | 56.17    | Alex Lim · Malaysia                                                                           | 56.26    |
| 200 m bơi bướm           | Donny Utomo · Indonesia                                                         | 2:02.44  | James Walsh · Philippines                                                                            | 2:03.23  | Gary Tan · Singapore                                                                          | 2:04.82  |
|                          |                                                                                 |          | |          |                                                                                               |          |
| 200 m hỗn hợp cá nhân    | Miguel Molina · Philippines                                                     | 2:03.80  | Radomyos Matjiur · Thái Lan                                                                          | 2:07.12  | Gary Tan · Singapore                                                                          | 2:08.01  |
| 400 m hỗn hợp cá nhân    | Miguel Molina · Philippines                                                     | 4:26.21  | Muhammad Akbar Nasution · Indonesia                                                                  | 4:27.90  | Lionel Lee · Singapore                                                                        | 4:32.58  |
|                          |                                                                                 |          | |          |                                                                                               |          |
| 4×100 m tiếp sức tự do   | Singapore · Mark Chay · Jeffrey Su · Gary Tan · Bryan Tay                       | 3:27.56  | Indonesia · Albert Sutanto · Felix Sutanto · Richard Sam Bera · Muhammad Akbar Nasution              | 3:29.46  | Thái Lan · Radomyos Matjiur · Kunanon Kitipute · Keerati Oungsuthipornchai · Suriya Suksuphak | 3:31.12  |
| 4×200 m tiếp sức tự do   | Singapore · Mark Chay · Marcus Cheah · Gary Tan · Bryan Tay                     | 7:35.85  | Thái Lan · Kunanon Kitipute · Thanaporn Panachart · Sakesan Sunsermsuk · Charnvudth Saengsri         | 7:42.22  | Indonesia · Albert Sutanto · Felix Sutanto · Richard Sam Bera · Muhammad Akbar Nasution       | 7:43.56  |
| 4×100 m tiếp sức hỗn hợp | Indonesia · Felix Sutanto · Albert Sutanto · Herry Yudhianto · Richard Sam Bera | 3:51.51  | Thái Lan · Suriya Suksuphak · Vorrawuti Aumpiwan · Peerapon Wiriyapragob · Keerati Oungsuthipornchai | 3:52.16  | Philippines · Evan Grabador · Raphael Matthew Chua · James Walsh · Miguel Molina              | 3:52.70  |

Nữ
| Nội dung                 | Vàng                                                                                                  | Vàng    | Bạc                                                                       | Bạc     | Đồng                                                                                              | Đồng    |
| ------------------------ | --- | ------- | ------------------------------------------------------------------------- | ------- | ------------------------------------------------------------------------------------------------- | ------- |
| 50 m tự do               | Joscelin Yeo · Singapore                                                                              | 26.13   | Ho Shu Yong · Singapore                                                   | 26.61   | Moe Thu Aung · Myanmar                                                                            | 26.66   |
| 100 m tự do              | Joscelin Yeo · Singapore                                                                              | 56.41   | Jiratida Phinyosophon · Thái Lan                                          | 57.74   | Moe Thu Aung · Myanmar                                                                            | 58.05   |
| 200 m tự do              | Jiratida Phinyosophon · Thái Lan                                                                      | 2:04.38 | Erica Totten · Philippines                                                | 2:04.76 | Moe Thu Aung · Myanmar                                                                            | 2:05.43 |
| 400 m tự do              | Pilin Tachakittiranan · Thái Lan                                                                      | 4:23.19 | Ong Ming Xiu · Malaysia                                                   | 4:23.76 | Quah Ting Wen · Singapore                                                                         | 4:24.73 |
| 800 m tự do              | Magdalena Sutanto · Indonesia                                                                         | 8:59.13 | Quah Ting Wen · Singapore                                                 | 9:02.20 | Nimitta Thaveesupsoonthorn · Thái Lan                                                             | 9:03.34 |
|                          | |         |                                                                           |         |                                                                                                   |         |
| 100 m bơi ngửa           | Tao Li · Singapore                                                                                    | 1:03.83 | Chui Lai Kwan · Malaysia                                                  | 1:05.27 | Chonlathorn Vorathamrong · Thái Lan                                                               | 1:06.56 |
| 200 m bơi ngửa           | Tao Li · Singapore                                                                                    | 2:17.55 | Chonlathorn Vorathamrong · Thái Lan                                       | 2:18.66 | Yuliana Malinda · Indonesia                                                                       | 2:23.17 |
|                          | |         |                                                                           |         |                                                                                                   |         |
| 100 m bơi ếch            | Joscelin Yeo · Singapore                                                                              | 1:11.74 | Nicolette Teo · Singapore                                                 | 1:11.80 | Jaclyn Pangilinan · Philippines                                                                   | 1:12.73 |
| 200 m bơi ếch            | Nicolette Teo · Singapore                                                                             | 2:34.56 | Jaclyn Pangilinan · Philippines                                           | 2:35.58 | Jariyawadee Narongrit · Thái Lan                                                                  | 2:38.31 |
|                          | |         |                                                                           |         |                                                                                                   |         |
| 100 m bơi bướm           | Joscelin Yeo · Singapore                                                                              | 59.91   | Moe Thu Aung · Myanmar                                                    | 1:00.87 | Tao Li · Singapore                                                                                | 1:01.53 |
| 200 m bơi bướm           | Tao Li · Singapore                                                                                    | 2:14.11 | Natnapa Prommuenwai · Thái Lan                                            | 2:17.29 | Bernardette Lee · Singapore                                                                       | 2:18.81 |
|                          | |         |                                                                           |         |                                                                                                   |         |
| 200 m hỗn hợp cá nhân    | Joscelin Yeo · Singapore                                                                              | 2:19.23 | Nicolette Teo · Singapore                                                 | 2:22.86 | Nimitta Thaveesupsoonthorn · Thái Lan                                                             | 2:24.38 |
| 400 m hỗn hợp cá nhân    | Nimitta Thaveesupsoonthorn · Thái Lan                                                                 | 4:57.92 | Bernardette Lee · Singapore                                               | 5:00.27 | Quah Ting Wen · Singapore                                                                         | 5:01.57 |
|                          | |         |                                                                           |         |                                                                                                   |         |
| 4×100 m tiếp sức tự do   | Thái Lan · Natthanan Junkrajang · Piyaporn Tantiniti · Pannika Prachgosin · Jiratida Phinyosophon     | 3:52.70 | Singapore · Ho Shu Yong · Joscelin Yeo · Ruth Ho · Lynette Ng             | 3:55.53 | Philippines · Lizza Danila · Heidi Gem · Bianca Uy · Erica Totten                                 | 4:00.22 |
| 4×200 m tiếp sức tự do   | Thái Lan · Natthanan Junkrajang · Wenika Kaewchaiwong · Jiratida Phinyosophon · Pilin Tachakittiranan | 8:24.38 | Singapore · Ho Shu Yong · Mylene Ong · Quah Ting Wen · Joscelin Yeo       | 8:34.75 | Philippines · Marichi Gandionco · Chrizel Lagunday · Nichole Santiago · Erica Totten              | 8:38.38 |
| 4×100 m tiếp sức hỗn hợp | Singapore · Ho Shu Yong · Tao Li · Nicolette Teo · Joscelin Yeo                                       | 4:14.49 | Philippines · Lizza Danila · Jaclyn Pangilinan · Erica Totten · Heidi Gem | 4:20.34 | Thái Lan · Jiratida Phinyosophon · Pannika Prachgosin · Piyaporn Tantiniti · Natthanan Junkrajang | 4:21.39 |

## Nhảy cầu
Các nội dung môn nhảy cầu tại Đại hội Thể thao Đông Nam Á được tổ chức tại Trace College Aquatic Centre ở Los Baños, Laguna từ ngày 27 đến 30 tháng 11. 10 bộ huy chương vàng đã được trao cho các vận động viên tham gia.

### Bảng huy chương
| Hạng               | Đoàn               | Vàng | Bạc | Đồng | Tổng số |
| ------------------ | ------------------ | ---- | --- | ---- | ------- |
| 1                  | Malaysia           | 5    | 3   | 3    | 11      |
| 2                  | Philippines        | 5    | 1   | 2    | 8       |
| 3                  | Thái Lan           | 0    | 3   | 4    | 7       |
| 4                  | Việt Nam           | 0    | 2   | 0    | 2       |
| 5                  | Indonesia          | 0    | 1   | 1    | 2       |
| Tổng số (5 đơn vị) | Tổng số (5 đơn vị) | 10   | 10  | 10   | 30      |

### Tóm tắt kết quả
Nam
| Nội dung          | Vàng                                                  | Vàng   | Bạc                                             | Bạc    | Đồng                                            | Đồng   |
| ----------------- | ----------------------------------------------------- | ------ | ----------------------------------------------- | ------ | ----------------------------------------------- | ------ |
| 1 m cầu mềm       | Yeoh Ken Nee · Malaysia                               | 387.99 | Suchart Pichi · Thái Lan                        | 362.25 | Zardo Domenios · Philippines                    | 340.17 |
| 3 m cầu mềm       | Yeoh Ken Nee · Malaysia                               | 676.41 | Suchart Pichi · Thái Lan                        | 658.92 | Zardo Domenios · Philippines                    | 635.64 |
| 10 m cầu cứng     | Bryan Nickson Lomas · Malaysia                        | 580.20 | Rexel Ryan Fabriga · Philippines                | 566.61 | Sareerapat Pimsamsee · Thái Lan                 | 585.87 |
| 3 m cầu mềm đôi   | Philippines · Zardo Domenios · Niño Carog             | 299.40 | Malaysia · Yeoh Ken Nee · Rossharisham Roslan   | 283.50 | Thái Lan · Meerit Insawang · Suchart Pichi      | 276.73 |
| 10 m cầu cứng đôi | Philippines · Kevin Kromwel Kong · Rexel Ryan Fabriga | 300.78 | Malaysia · Bryan Nickson Lomas · James Sandayud | 299.94 | Thái Lan · Sareerapat Pimsamsee · Suchart Pichi | 272.70 |

Nữ
| Nội dung          | Vàng                                             | Vàng   | Bạc                                                 | Bạc    | Đồng                                                      | Đồng   |
| ----------------- | ------------------------------------------------ | ------ | --------------------------------------------------- | ------ | --------------------------------------------------------- | ------ |
| 1 m cầu mềm       | Sheila Mae Pérez · Philippines                   | 267.66 | Leong Mun Yee · Malaysia                            | 266.34 | Sari Ambarwati Suprihatin · Indonesia                     | 229.74 |
| 3 m cầu mềm       | Sheila Mae Pérez · Philippines                   | 514.23 | Hoàng Thanh Trà · Việt Nam                          | 461.46 | Leong Mun Yee · Malaysia                                  | 456.64 |
| 10 m cầu cứng     | Leong Mun Yee · Malaysia                         | 472.86 | Shenny Ratna Amelia · Indonesia                     | 466.89 | Cheong Jun Hoong · Malaysia                               | 440.43 |
| 3 m cầu mềm đôi   | Philippines · Sheila Mae Pérez · Ceseil Domenios | 260.16 | Thái Lan · Sukrutai Tommaoros · Supapan Prasertkwan | 239.40 | Malaysia · Cheong Jun Hoong · Leong Mun Yee               | 238.11 |
| 10 m cầu cứng đôi | Malaysia · Leong Mun Yee · Cheong Jun Hoong      | 258.99 | Việt Nam · Hoàng Thanh Trà · Nguyễn Hoài Anh        | 223.68 | Thái Lan · Sukrutai Tommaoros · Neeranuch Chantrakulcholt | 214.20 |

## Bóng nước
Môn bóng nước tại Đại hội Thể thao Đông Nam Á năm 2005 được tổ chức từ ngày 21 đến ngày 26 tháng 11 năm 2005 tại Trường Cao đẳng Trace (Trace College), thành phố Los Baños, tỉnh Laguna, Philippines. Sáu đội tuyển tham dự thi đấu theo thể thức vòng tròn một lượt, với đội Singapore – nhà đương kim vô địch – hướng đến mục tiêu bảo vệ danh hiệu mà họ đã giành được liên tiếp 20 lần kể từ năm 1965.
Chiến thắng của Singapore trước Thái Lan vào ngày thi đấu thứ tư đồng nghĩa với việc đội đã chắc chắn giành huy chương vàng, bất kể kết quả của trận đấu cuối cùng với Việt Nam. Đội tuyển Philippines giành được huy chương bạc, qua đó tái lập thành tích tốt nhất mà họ từng đạt được tại SEA Games 1993.

### Tóm tắt kết quả
| Nội dung | Vàng | Bạc | Đồng |
| -------- | --- | --- | --- |
| Nam      | Singapore · David Wee · Ho Khai Weng · Kenneth Wee · Lee Kok Wang Alvin · Lee Sai Meng · Luo Nan · Mallal Garret Charles · Ng Eu Liem Marcus · Ng Ker Wei · Ronald Lam · Tan Chin Tiong · Tan Wei Keong Terence · Yip Ren Kai | Philippines · Alan Cesar Payawal · Sherwin Dela Paz · Michael Jorolan · Ricardo Dilap Dilap · Norton Alamara · Almax Laurel · Frazier Alamara · Teodoro Roy Cañete · Ali Alamara · Dale Evangelista · Danny Dela Torre · Monsuito Pelenio · Tani Gomez | Malaysia · Loo Jih Sheng · Albert Yeap Jin Teik · Danny Ng Chin Han · Teo Peng Jiew · Wong Khar Munn · Wong Khar Leon · Jimmy Shim Wai Chong · Lim How Jit · Kee Zhen Hao · Madhusudhan Varavindhakshan · Abdul Hafiz Salleh · Lai Cheng Loke · Kee Dow Liang |

### Kết quả chi tiết
Xếp hạng chung cuộc
| Team           | Pld | W | D | L | GF | GA | Pts |
| -------------- | --- | - | - | - | -- | -- | --- |
| 1. Singapore   | 5   | 5 | 0 | 0 | 71 | 23 | 10  |
| 2. Philippines | 5   | 4 | 0 | 1 | 52 | 24 | 8   |
| 3. Malaysia    | 5   | 2 | 0 | 3 | 24 | 46 | 4   |
| 4. Indonesia   | 5   | 1 | 1 | 3 | 40 | 53 | 3   |
| 5. Thái Lan    | 5   | 1 | 1 | 3 | 21 | 39 | 3   |
| 6. Việt Nam    | 5   | 1 | 0 | 4 | 32 | 55 | 2   |

Kết quả
| 21 tháng 11 năm 2005 |         |             |
| Philippines          | 15 – 10 | Indonesia   |
| Thái Lan             | 7 – 5   | Việt Nam    |
| Singapore            | 21 – 3  | Malaysia    |
| 22 tháng 11 năm 2005 |         |             |
| Indonesia            | 12 – 13 | Việt Nam    |
| Malaysia             | 7 – 4   | Thái Lan    |
| Philippines          | 6 – 7   | Singapore   |
| 23 tháng 11 năm 2005 |         |             |
| Việt Nam             | 7 – 8   | Malaysia    |
| Singapore            | 16 – 7  | Indonesia   |
| Thái Lan             | 2 – 10  | Philippines |
| 24 tháng 11 năm 2005 |         |             |
| Indonesia            | 6 – 4   | Malaysia    |
| Philippines          | 13 – 3  | Việt Nam    |
| Singapore            | 12 – 3  | Thái Lan    |
| 25 tháng 11 năm 2005 |         |             |
| Thái Lan             | 5 – 5   | Indonesia   |
| Việt Nam             | 4 – 15  | Singapore   |
| Philippines          | 8 – 2   | Malaysia    |

## Kỷ lục đại hội
- 50 m tự do nam: Thailand's Arwut Chinnapasaen, 22.98

(previous record of 23.03 was set in ? by Richard Sambera)
- 4x200 m tiếp sức tự do nam: Singapore's Chay Jung Jun Mark, Cheah Mingzhe Marcus, Tan Lee Yu Gary, Tay Zhi Rong Bryan, 7:35.85

(phá kỷ lục cũ 7 phút 38, 82 giây do đội tiếp sức Singapore thiết lập vào năm 2001)
- 50 m tự do nữ: Singapore's Joscelin Yeo, 26.13

(phá kỷ lục cũ 26, 23 giây được thiết lập bởi)
- 100 m bơi ngửa nữ: Singapore's Tao Li, 1:03.83

(phá kỷ lục cũ được thiết lập bởi)
- 100 m bơi bướm nữ: Singapore's Joscelin Yeo, 59.91

(phá kỷ lục cũ 1:00.44 được thiết lập vào năm 1999 bởi Joscelin Yeo)
- 200 m bơi bướm nữ: Singapore's Tao Li, 2:14.11

(phá kỷ lục cũ được thiết lập vào năm 1999 bởi Joscelin Yeo)
- Women's 4x100 m tiếp sức hỗn hợp nữ: Singapore's Ho Shu Yong, Tao Li, Nicolette Teo, Joscelin Yeo, 4:14.49

(phá kỷ lục cũ 4 phút 19,23 giây do đội tiếp sức Indonesia thiết lập vào năm 1997.)